# Csucsos Szilva
Csucsos Szilva es una variedad cultivar de ciruelo (Prunus domestica), de las denominadas ciruelas europeas.
Una variedad de ciruela antigua que fue descubierta en (Hungría).
Las frutas de un tamaño medio regular redondeada a oblonga, color de la gruesa piel amarillo verdoso con puntos marrones pequeños, cubierta con una fina capa de pruina blanquecina, y su pulpa de color amarillo verdoso oscuro, textura moderadamente firme, jugosa, con un sabor dulce agradable.

## Historia
'Csucsos Szilva' variedad de ciruela antigua de Hungría.
'Csucsos Szilva' está cultivada en la National Fruit Collection (Colección Nacional de Fruta) de Reino Unido, con el número de accesión: 1948 - 452 y nombre de accesión : Csucsos Szilva. Recibido por "The National Fruit Trials" (Probatorio Nacional de Frutas) en 1948 de ejemplar procedente de la Universidad de Agricultura, Budapest, (Hungría).

## Características
'Csucsos Szilva' árbol que tiene un fuerte crecimiento y su copa tiene un sistema de ramas aireado. Es una raza resistente a diversas condiciones climáticas, y resistente a las enfermedades, que se puede cultivar con éxito en la mayor parte de Hungría, de donde procede. Produce cosecha regularmente. Tiene un tiempo de floración que comienza a partir del 22 de abril con el 10% de floración, para el 26 de abril tiene una floración completa (80%), y para el 7 de mayo tiene un 90% de caída de pétalos.
'Csucsos Szilva' tiene una talla de tamaño medio, de forma regular redondeada a oblonga, siendo la sutura visible, con peso promedio de 30.40 g;epidermis tiene una piel gruesa, que se separa fácilmente de la pulpa, siendo el color de la piel amarillo verdoso con puntos marrones pequeños, cubierta con una fina capa de pruina blanquecina; Pedúnculo de longitud corto, y anchura bastante grueso (promedio 14.56 mm), engrosado en su parte alta, muy adherente a la carne, situado en cavidad peduncular bastante profunda; pulpa de color amarillo verdoso oscuro, textura moderadamente firme, jugosa, con un sabor dulce agradable.
Hueso adherido, pequeño, elíptico redondeado, surcos discontinuos, polo pistilar muy amplio, superficie escabrosa con frecuentes orificios junto al borde dorsal.
Madura de manera desigual, su tiempo de recogida de cosecha se inicia en su maduración a finales de septiembre. Su característica ventajosa es que su fruto apenas cae. Debido a su piel gruesa, se puede almacenar bien incluso después de la recolección.

## Cultivo
La variedad 'Csucsos Szilva' es utilizada como ciruela de postre, pero mejor como ciruela de cocina. La floración es medianamente tardía y es autoestéril por lo que necesita una variedad donante de polen para poder cuajar una cosecha, entre estas se encuentran 'Andrierez', 'Avalon', 'Anna Späth', 'Czar', 'Laxton's Cropper' . . . entre otras.